# Éruption ignimbritique de Campanie
L'éruption ignimbritique de Campanie, ou éruption campanienne, est une éruption volcanique majeure en Méditerranée datant du Pléistocène supérieur. D'indice d'explosivité 7-8, cette super-éruption est à l'origine de la caldeira des champs Phlégréens (golfe de Pouzzoles, au nord-ouest de Naples) et des épais dépôts pyroclastiques qui couvrent la Campanie, en Italie. Le matériel volcanique, appelé tuf gris campanien, est une ignimbrite de composition trachytique.
L'éruption est datée de 39 280 ± 110 ans BP calibré (soit ~37 000 ans av. J.-C.), et la modélisation 3D de la dispersion des cendres conclut à un volume de roches éjectées de 300 km3 pour une superficie de dispersion d'environ 3 700 000 km2.
L'éruption est un candidat potentiel à l'extinction de l'Homme de Néandertal. Elle est aussi évoquée pour la fin de certaines cultures archéologiques comme l'Uluzzien.

## Séquence de l'éruption

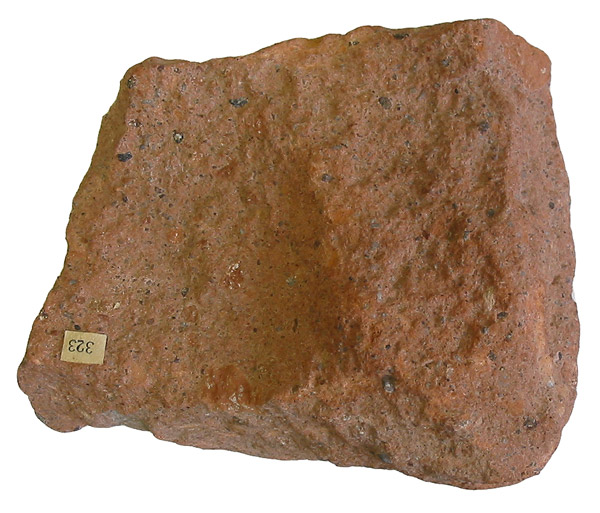
Ignimbrite.